# Бридлингтон
Бридлингтон (англ. Bridlington) — прибрежный город, небольшой порт и приход на севере графства Ист-Райдинг-оф-Йоркшир (Англия). На 2019 год в городе проживало 35 264 человека. Бридлингтон известен добычей лобстеров и мидий, а также как туристическое место.

## Географическое положение
Город находится в 39 км к северу от Халла и в 288 км от Лондона на побережье Северного моря. Город находится в зоне относительно быстрой прибрежной эрозии почвы.

## История
Вблизи города находилось римское поселение, которое позднее было занято саксами. Во время норманского завоевания земли принадлежали графу Моркару, однако после его пленения они были переданы Гилберту де Ганту в 1072 году. В 1086 году в книге Страшного суда место было упомянуто как Бретлинтон. Сын Гилберта основал монастырь августинцев. В 1388 году были построены укрепления города с разрешения Ричарда II. Монастырь процветал до секуляризации в 1537 году, после чего он стал собственностью Короны вплоть до 1624 года, когда он был передан сэру Джону Рэмси.

## Население
На 2019 год население города составляло 35 264 человека. Из них 48,4 % мужчин и 51,6 % женщин. Распределение по возрасту было следующим: 18,1 % младше 18 лет, 50,7 % — от 18 до 64 лет, 31,1 % — старше 65 лет. 98,5 % населения города были белыми, 0,6 % имели азиатское происхождение.
Динамика численности населения:
| 1931   | 1951   | 1961   | 2001   | 2011   | 2019   |
| ------ | ------ | ------ | ------ | ------ | ------ |
| 19 705 | 24 661 | 26 023 | 33 590 | 35 154 | 35 264 |